# トラルパン
トラルパン（スペイン語: Tlalpan）はメキシコシティを構成する16の管轄区域のひとつ。最大の面積を持ち、その80%以上は森林ほかの生態学的に要注意な地域として保護されているが、北部は20世紀なかばから都市化している。
保護された森林はメキシコ盆地に酸素を供給し、帯水層としてメキシコシティの水の70%がこの地に発している。
山の多い孤立した場所にあるために、非合法の伐採者、薬物の密売人、人身売買者を引きつけている。最大の問題は保護区内の不法な家庭や集落で、主に非常に貧乏な人々が住んでいる。2010年現在、政府は191のそうした集落を認識しており、これらは樹木の消失、スプロール現象の進展、および地域によっては腐敗槽による生態学的な問題を引きおこしている。
区域内にはメキシコ盆地最古の遺跡のひとつであるクイクイルコ、いくつかの主要な公園や生態保護区がある。多くの半独立的なプエブロが存在し、「usos y costumbres」の名で知られる慣習法にもとづく限定的な自治がなされている。

## 地理

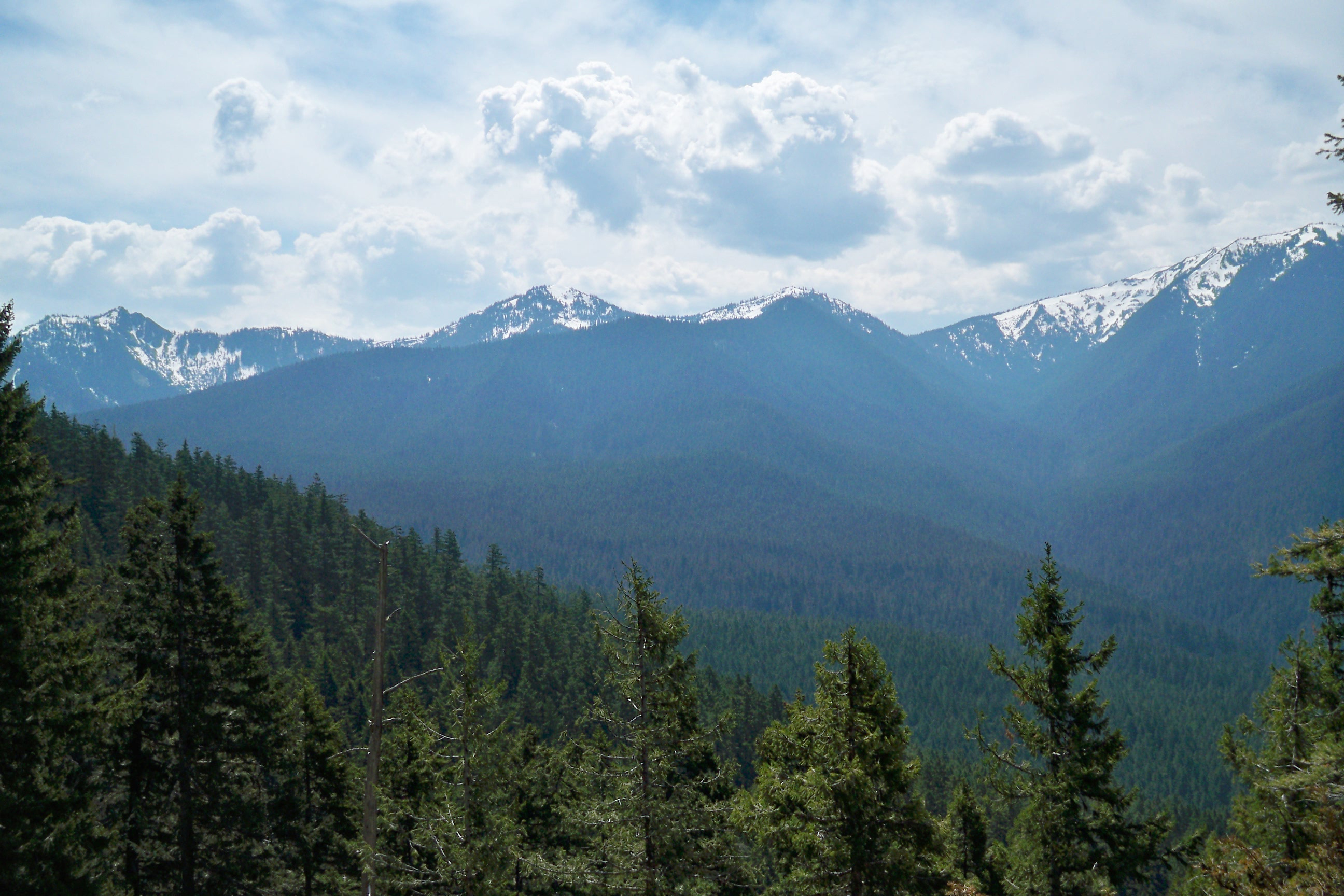
アフスコ山脈

トラルパンは16の管轄区域のうちで面積が最大であり、伝統的なトラルパン村よりもずっと広い。面積は310平方キロメートルで、メキシコシティの20.6%を占める。メキシコシティの南端に位置し、マグダレナ・コントレラス、アルバロ・オブレゴン、コヨアカン、ソチミルコ、ミルパ・アルタに接する。南部はモレロス州、南西部はメヒコ州と境をなす。
トラルパンはメキシコシティをメヒコ州およびモレロス州と分ける山地に位置する。南部のチチナウツィン山脈およびアフスコ山脈にはメキシコシティに残る森林の大部分が保護されている。この地には標高3000メートルを越える15の山があり、クルス・デル・マルケス(3,930m)とピコ・デル・アギラ(3,880m)がもっとも高い（いずれもアフスコ山脈の峰）。
2010年の人口は650,567人である。行政の上でトラルパンは5つの地域に分けられている。
- トラルパン中央
- ビジャ・コアパ
- パディエルナ・ミゲル・イダルゴ
- アフスコ・メディオ
- プエブロス・ルラレス

これらはさらにいくつかの地区（colonias, barrios, fraccionamientos, unidades habitacionalesなどと呼ばれる）に下位区分されるが、プエブロス・ルラレス地域のみは8つの半独立的な村（プエブロ）から構成される。北部のトラルパン中央、ビジャ・コアパ、パディエルナ・ミゲル・イダルゴは都市化されており、スプロール現象が到達しているが、南部はいまも田園地帯である。都市化された地域は全体の約15%を占めるにすぎず、残りは保護されているか、エヒドに属する。プエブロス・ルラレスが面積は最大だが、人口の83%まではそれ以外の4つの地区に集中している。
プエブロス・ルラレス地域のプエブロでは村の古い統治構造を現代において追認した「usos y costumbres」によってその地の大部分の事柄が治められており、その多くはある種の直接民主制の形を取っている。これはビジャ・コアパのような他の地域でほとんどの決定が代表によってなされるのと対照的である。土地が険しく、道路が整備されておらず、警察による保護もほとんどないため、これらの村は孤立している。このためこの地域は麻薬の密売人、人身売買者、違法伐採者にとって魅力的な地となっており、多くの殺人事件が起きている。メヒコ州との境をなす高い山の峰は犯罪組織にとって見張り台の役割を果たす。トラルパンは犯罪行為の多さで9位に位置している。最大の問題は非合法の集落であり、森林その他に191の集落があって8,000ほどの家族が使用していると推定されている。これらの集落のいくつかは作られて20年以上たっている。その大部分は貧困層のスラムであり、ほとんど公共サービスが存在しない。
2010年現在、トラルパンの83.5%が公式に保護地区に指定されている。しかし非合法の集落と伐採によってこの比率が下がりつつある。森林はメキシコシティにとって酸素を供給するだけでなく、帯水層としても重要である。メキシコシティの450の井戸のうち120がトラルパンにあり、各井戸から毎秒60リットルの水を供給している。しかしトラルパン自身で水不足は比較的よく起き、主に井戸、掘削の道具、水道管網の不足による。

## 文化

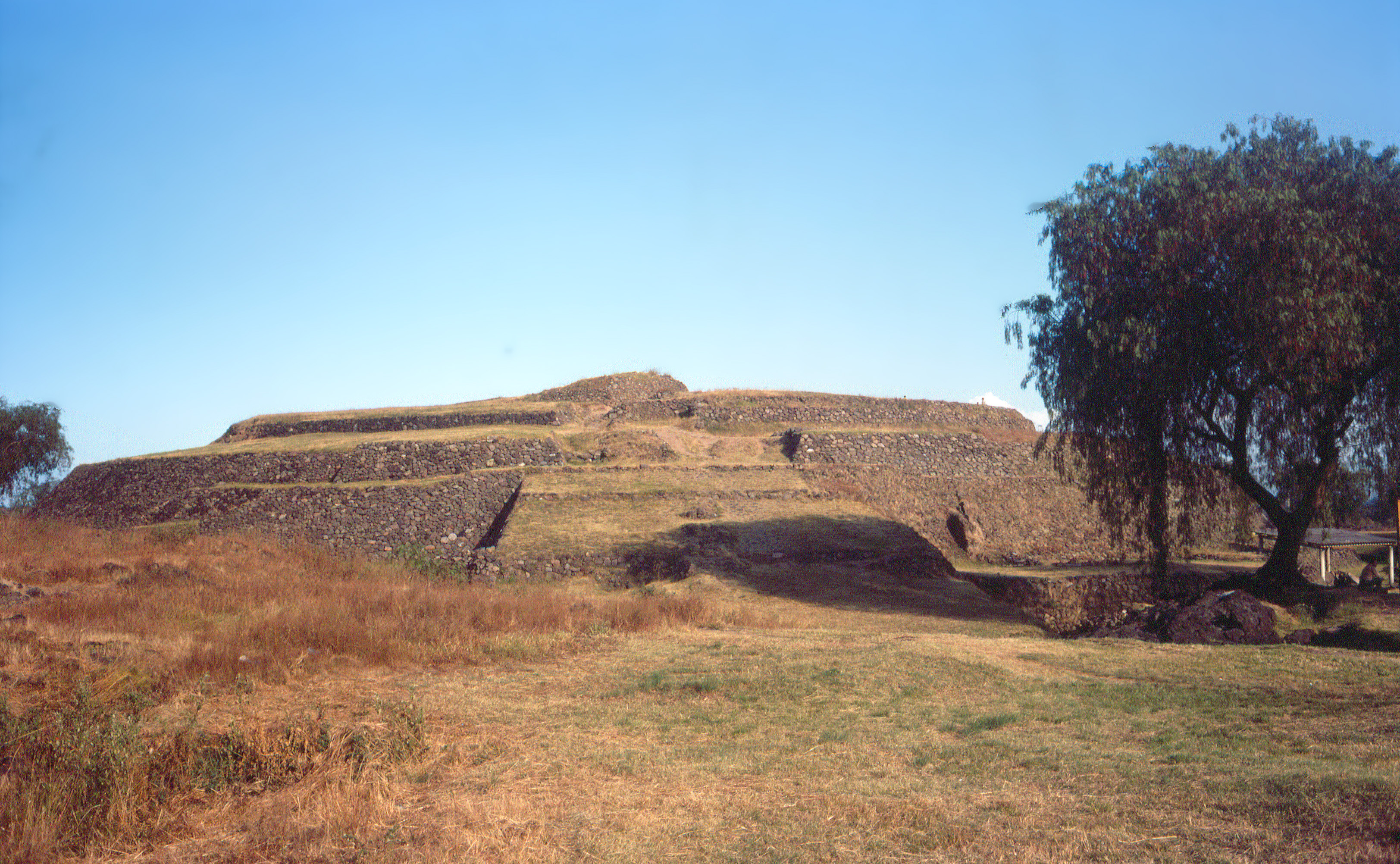
クイクイルコ遺跡の円形ピラミッド

クイクイルコ遺跡はメキシコ高原における最初の大規模な祭祀センターであり、アメリカ州でもっとも古いもののひとつで、紀元前1000年にさかのぼる。近くのシトレ火山の噴火によって破壊され、人々はメキシコ盆地の他の地域に移住した。この噴火でメキシコ盆地南部の多くを覆う「ペドレガレス・デル・スル」と呼ばれる赤い岩床がトラルパンの一部を覆っている。
クイクイルコの近くに1968年メキシコシティーオリンピックの選手村としてビジャ・オリンピカとビジャ・コアパが建設され、オリンピック後も住宅に転換して使用された。ビジャ・オリンピカにはスポーツ施設も建設され、現在は1日に1,500人の利用者がある。この地域にはまた人口のビーチもあるが、ピーク時の水質に大きな問題がある。
クイクイルコのすぐ外側にオリン・ヨリストリ文化センターがある。
テーマパークのシックス・フラッグス・メキシコはトラルパンにある。

## 歴史
クイクイルコ遺跡はメキシコ盆地で最初の人口集中地であり、紀元前1000年ごろにさかのぼる。遺跡には通常と異なった丸いピラミッドがあり、この地の火山をかたどったものと考えられている。西暦100年ごろシトレ火山の爆発によってクイクイルコは滅びた。600年後、この噴火による火山の豊富な土壌によって農業と人口の増大がふたたび始まったが、大きな都市国家に発展することはなく、15世紀にはテノチティトランのアステカの支配下にはいった。
スペイン人による植民地時代、アウグスティヌスが守護聖人とされ、その名による教区教会が16世紀にドミニコ会によって建設された。1645年にトラルパンの村はサンアグスティン・デ・ラス・クエバスと改名された。「クエバス」とは洞窟（複数形）を意味し、シトレ火山の噴火によって形成された多数の洞窟があったためにそう呼ばれた。植民地時代を通じてトラルパンの村は果樹園と森林で知られる農村だった。森林はまたメキシコシティの富裕者層を引きつけた。彼らエリートは郊外の別荘とアシエンダを造り、それがこの地域の経済的基盤になった。
メキシコ独立革命後、1824年の憲法でメキシコシティ連邦区が成立したが、トラルパンはメキシコシティを囲むメヒコ州の一部であり、1837年からはその州都になり、1855年にトラルパンが連邦区に組みこまれるまでその状態が続いた。米墨戦争中の1847年にコヨアカンへ向かう途中のアメリカ軍とメキシコ軍の間でチュルブスコの戦いが起きた。戦後、アントニオ・ロペス・デ・サンタ・アナ大統領は防衛のためにトラルパンの南まで連邦区を拡張した。フランスによる介入によってふたたび外国の軍隊がこの地を通過し、侵略に反対する村人は中央広場の木(arbol de los colgados)に吊るされた。
19世紀末には工業化が起きた。19世紀末から20世紀はじめに製紙工場を含む多数の工場が建てられた（製紙工場の跡は現在生態公園になっている）。しかし村そのものにはあまり変化がなかった。メキシコ革命の戦闘がここで起きたことはなかったが、トラルパンでのエミリアーノ・サパタとフランシスコ・ビジャの歴史的な会議のためにサパタ派の軍がこの地を通過した。
1928年にトラルパン区が成立した。当時トラルパンは辺地であり、中央のメキシコシティからの影響はほとんどなかった。北端にシトレ火山の古い溶岩が固まったペドレガルと呼ばれる一帯があり、このために20世紀なかばになるまで開発が不可能だった。ルイス・バラガンによるペドレガルの住宅地化とマリオ・パーニによる大学都市の建設によって南部の開発がはじまった。20世紀なかばにメキシコシティからのスプロール現象がトラルパン中央に達した。